# Michael Zimpfer

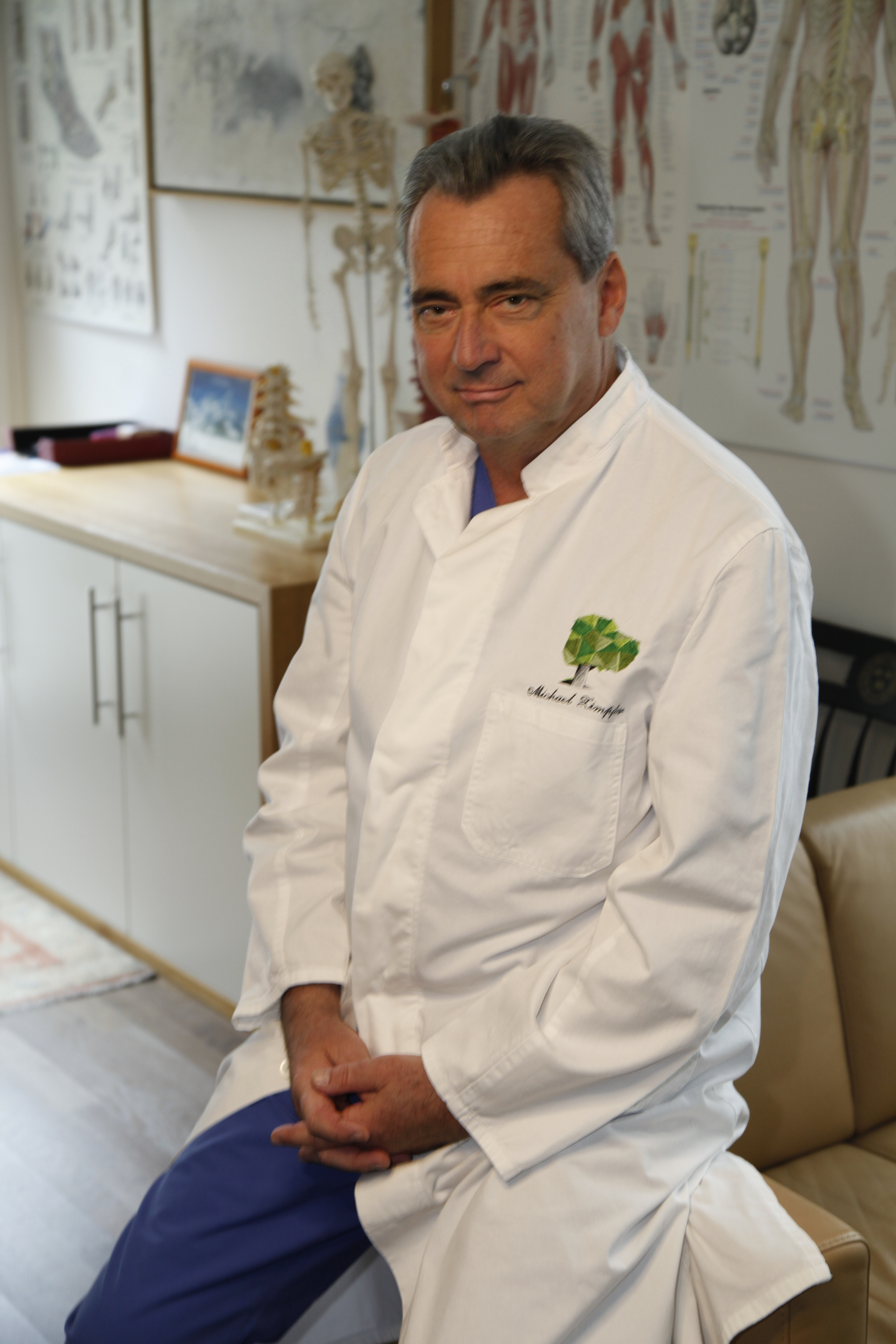
Michael Zimpfer in seiner Ordination am Wiener Zentrum für Medizin und Gesundheit

Michael Zimpfer (* 16. November 1951 in Innsbruck) ist ein österreichischer Anästhesist, Intensivmediziner und Schmerztherapeut sowie Universitäts-Professor. Er ist bekannt für nicht-invasive und minimal-invasive Verfahren zur Behandlung akuter und chronischer Schmerzen. Er war Vorstand der Universitätsklinik für Anästhesie, Allgemeine Intensivmedizin und Schmerztherapie der Medizinischen Universität Wien am Allgemeinen Krankenhaus (AKH) der Stadt Wien. Als Mitglied des Gründungskonvents war Zimpfer einer der Weichensteller der neuen Medizinischen Universität Wien, deren Senat er dann für zwei Funktionsperioden angehörte.

## Leben und akademische Laufbahn
Zimpfer studierte an der Medizinischen Fakultät der Universität Wien, wo er 1975 promovierte. Seine akademische Laufbahn begann er am Pharmakologischen Institut der Universität Wien, u. a. bei Otto Kraupp, gefolgt von Kardiologie an der Harvard Medical School bei Eugene Braunwald und Stephen F. Vatner. Anschließend wandte er sich anästhesiologisch-intensivmedizinischen Fragestellungen zu. 1982 folgten die Facharzt-Anerkennung für Anästhesiologie und Intensivmedizin sowie 1983 die Habilitation. Somit war Zimpfer der erste österreichische Facharzt für Intensivmedizin. Im Jahr 1992 wurde er Ordinarius für Anästhesiologie und Intensivmedizin an der Universität Wien und Klinikvorstand im Allgemeinen Krankenhaus Wien (AKH), als Nachfolger des Fachpioniers Otto Mayrhofer.
So zeichnete er verantwortlich für den Umzug des operativen sowie des diagnostisch-interventionellen Fachbereiches in das neue AKH. Unter Zimpfers Leitung ergaben sich dort eine Reihe neuer Entwicklungen, zum Beispiel Beatmung durch Stickoxyd-Technologie oder Jet-Ventilation. 1999 gelang Zimpfer mit Unterstützung des Herzchirurgen Ernst Wolner an seiner Klinik das erste Mal der erfolgreiche Einsatz der Extrakorporalen Membranoxygenierung (ECMO-Therapie), auch „künstliche Lunge“ genannt. Abgesehen von der Behandlung des gefürchteten schweren akuten Lungenversagens ergab sich so eine wichtige Voraussetzung für die weitere Entwicklung der Organtransplantation („bridging“), die später auch in der Therapie schwerer COVID-Verläufe angewandt wurde. Während seiner Zeit als Klinikchef habilitierte er 48 Kollegen, 20 wurden in leitende Positionen berufen, auch an führende Kliniken in den USA.
In das nationale und internationale Rampenlicht rückte er u. a. 1993 durch die Behandlung des Altbürgermeisters der Bundeshauptstadt Wien, Helmut Zilk nach dem auf diesen verübten Briefbombenattentat und 2004 durch die Behandlung des ukrainischen Präsidentschaftskandidaten Wiktor Juschtschenko nach dessen lebensgefährlicher Dioxinvergiftung.
Neben seiner ärztlichen Tätigkeit verfügt Zimpfer über eine wirtschaftliche Ausbildung. 1998 erhielt er den MBA der Chicago Graduate School of Business, 2001 wurde er vor diesem Hintergrund zum ehrenamtlichen Präsidenten des Rudolfinerverein Rotes Kreuz, dem Träger des Rudolfinerhauses berufen. Im selben Jahr gab er mit Hugo Van Aken und Konrad Reinhart den Band Intensivmedizin der Reihe ains heraus. 2017 erwarb Zimpfer ein Financial Times Non-Executive Director Diploma. 2003 gründete Zimpfer die Austrian Anaesthesiology Critical Care Foundation, deren Vorsitz er bis heute innehat.
Mit 2008 wandte sich Zimpfer einem weiteren Arbeitsschwerpunkt, der vertieften Diagnostik sowie nicht-invasiven und minimal-invasiven Therapie zur Behandlung akuter und chronischer Schmerzen zu. 2017 gründete er im Wiener Spitalsviertel das Zentrum für Medizin und Gesundheit. 2022 wurde er zum Fellow of Interventional Pain Practice (World Institute of Pain) ernannt.
Seit 1993 ist er als allgemein beeideter und gerichtlich zertifizierter Sachverständiger tätig. Zimpfer ist Herausgeber und Beirat mehrerer wissenschaftlicher Fachzeitschriften und hat während seiner akademischen Laufbahn mehr als 200 wissenschaftliche Arbeiten verfasst.

## Mitgliedschaften in internationalen wissenschaftlichen Vereinigungen
- seit 2003 Vorsitzender der Austrian Anaesthesiology and Critical Care Foundation
- seit 2022 Fellow of Interventional Pain Practice (World Institute of Pain)
- 2007–2022 Mitglied des Vorstandes der Österreichischen Gesellschaft der Freunde des „Weizmann Institute of Science“
- 1996–2008 Leiter des Ludwig Boltzmann Instituts für Anaesthesiologie und Intensivmedizin
- 2001–2008 Präsident des Rudolfinerverein-Rotes Kreuz, Vorsitzender des Aufsichtsrates der Rudolfinerhaus-Betriebs Ges.m.b.H.
- 2003–2007 Obmann des Forschungsinstitutes des Wiener Roten Kreuzes
- 2000–2003 Vorsitzender der Österreichischen Gesellschaft für Gesundheitsökonomie
- 1995–1996 Präsident der Österreichischen Gesellschaft für Anaesthesiologie, Reanimation und Intensivtherapie – ÖGARI
- 1994–1995 Präsident Elect der ÖGARI

## Ehrungen und Auszeichnungen
- Großes Ehrenzeichen für Verdienste um die Republik Österreich, 2006
- Preise und Forschungsförderungen für heranwachsende Wissenschaftler: Zentraleuropäischer Anaesthesiepreis, Sandoz-Preis, Hoechst-Forschungspreis, Max-Kade-Foundation, Fonds des Bürgermeisters der Bundeshauptstadt Wien, Anton-Dreher-Gedächtnisschenkung für Medizinische Forschung, Fonds zur Förderung der Wissenschaftlichen Forschung, Hochschuljubiläumsstiftung der Stadt Wien, Jubiläumsfonds der Österreichischen Nationalbank.